# Пирвомайці
Пирвома́йці (болг. Първомайци) — село у Великотирновській області Болгарії. Входить до складу общини Горішня Оряховиця.

## Населення
За даними перепису населення 2011 року у селі проживали 2784 особи.
Національний склад населення села:
| Національність   | Кількість осіб | Відсоток |
| ---------------- | -------------- | -------- |
| болгари          | 2612           | 99,1%    |
| турки            | 5              | 0,2%     |
| цигани           | 3              | 0,1%     |
| інша             | 8              | 0,3%     |
| не визначились   | 7              | 0,3%     |
| Всього відповіли | 2635           |          |

Розподіл населення за віком у 2011 році:
Динаміка населення: